# 薔薇獄乙女
「薔薇獄乙女」（ばらごくおとめ）は、ALI PROJECTの楽曲。宝野アリカが作詞、片倉三起也が作曲を手掛けた。ALI PROJECTの18枚目のシングルとして2006年12月6日にMellow Headから発売された。

## 概要
前作「勇侠青春謳」から約2ヶ月ぶりのリリースであり、2006年3作目のシングル。
表題曲「薔薇獄乙女」は、テレビアニメ『ローゼンメイデンオーベルテューレ』のオープニングテーマとして起用された。『ローゼンメイデン』関連の主題歌に起用されるのは14枚目のシングル「聖少女領域」以来、3作ぶりとなる。また、アレンジバージョン「La Rose de la Reine〜薔薇獄乙女」が6枚目のストリングスアルバム『Gothic Opera』に収録されている。
期間限定生産分にはDVDが同梱されており、起用された『ローゼンメイデンオーベルテューレ』のノンテロップオープニングアニメが収録されている。
2006年12月18日付のオリコン週間シングルチャートで11位を獲得した。初動売上は2.0万枚を記録した。
CDジャーナルで、「全体的にドラマティックな雰囲気を醸し出しているストリングスと古風で耽美的な詞で、中近東風アレンジがされている」と解説されている。表題曲「薔薇獄乙女」については、「アラブエキゾティックの雰囲気に古語、耽美的な歌詞が展開されているゴシックナンバー」、カップリング曲の「極楽荊姫」については、「古語を使用した歌詞がホラーテイストの愛憎劇を描いたゴシックナンバーであり、ドラマティックサウンドと宝野のヴォーカルがアンティークポップスワールドを展開している」とも評された。
薔薇獄乙女では、イントロとサビ後半にピョートル・チャイコフスキーの『エフゲニー・オネーギン 第2幕 Kuda, kuda, kuda vy udalilis』が引用されている。また、イントロにティヴィダール・ナシェの『Danses tziganes, Op.14』が引用されている。
極楽荊姫では、間奏にモーリツ・モシュコフスキ作曲『6つのピアノ曲 作品15 第5曲』の旋律が引用されている。また、サビ直後のギターにBIG FISH AUDIO社のサンプルパック「HARD TRACKS FOR CINEMA」より「41 BrEl Guitar01」が利用されている。その他、同音源よりBメロでは「12 HNM Guitar02」が利用されている。

## 収録曲
| 全作詞: 宝野アリカ、全作曲・編曲: 片倉三起也。 |                                                                                    |            |            |      |
| #                                              | タイトル                                                                           | 作詞       | 作曲・編曲 | 時間 |
| 1.                                             | 「薔薇獄乙女」(テレビアニメ『ローゼンメイデンオーベルテューレ』オープニングテーマ) | 宝野アリカ | 片倉三起也 | 4:42 |
| 2.                                             | 「極楽荊姫」                                                                       | 宝野アリカ | 片倉三起也 | 4:21 |
| 3.                                             | 「薔薇獄乙女（off vocal）」                                                        | 宝野アリカ | 片倉三起也 |      |
| 4.                                             | 「極楽荊姫（off vocal）」                                                          | 宝野アリカ | 片倉三起也 |      |
| 合計時間:                                      | 合計時間:                                                                          | 18:20      |            |      |

## 収録アルバム
| 楽曲       | 発売日        | タイトル     | 備考                      |
| ---------- | ------------- | ------------ | ------------------------- |
| 薔薇獄乙女 | 2007年4月4日  | 薔薇架刑     | 4thベスト・アルバム。     |
| 薔薇獄乙女 | 2010年3月17日 | Gothic Opera | 6thストリングスアルバム。 |